# Владивостокский фарфоровый завод
Владивостокский фарфоровый завод — ныне не существующее предприятие по изготовлению фарфоровой продукции, которое располагалось во Владивостоке. В СССР завод являлся крупнейшим производителем фарфоровой посуды на советском Дальнем востоке.

## История
Строительство завода началось в 1967 году. Авторами строительного проекта были архитектор П. Т. Попов и инженер А. А. Озеров, а официальной датой открытия завода является 25 марта 1971 года. 
Использовали местные глины с Гусевского рудника. Гипс привозили из Нижегородской области, золото для росписи — из Дулево, деколи — с Украины. Формы разрабатывали на Ленинградском фарфоровом заводе.
Завод несколько раз останавливали в 1990-е годы, вновь был запущен в 1996 году, но объём продукции сократился более чем в 10 раз.
В 2007 году завод был окончательно закрыт, а производственные помещения были арендованы различными компаниями.